# Sinagoga del Templo (Cracovia)
La sinagoga del Templo (en polaco: Synagoga Tempel) es una sinagoga situada en el distrito y barrio histórico de Kazimierz, Cracovia (Polonia). Se destaca por haber sido lugar de culto principal de la comunidad judía de Cracovia, sirviendo en la actualidad principalmente como centro cultural muy concurrente, que alberga numerosos conciertos y reuniones, especialmente durante los días del Festival de Cultura Judía de Cracovia, celebrado anualmente.
Desde 1986 el edificio de la sinagoga está clasificado como monumento de patrimonio nacional de Polonia (con número A-701).

## Arquitectura
El edificio, todo un ejemplo de la arquitectura neomorisca en el centro de Europa, fue diseñado por Ignacy Hercok y construido entre 1860-1862 en la principal calle Miodowa, basándose grosso modo en los motivos arquitectónicos del Leopoldstädter Tempel en Viena. Consta de un espacio central de techo alto flanqueo por alas de menor altura.
El interior de la sinagoga con su suntuoso acabado está adornado con abundantes patrones pintados en una variedad de colores y hojas de oro. A diferencia del exterior del edificio, su interior, con la excepción del lujoso diseño del techo al estilo morisco, no guaran relación con la arquitectura islámica. El arco sobre el Hejal, con su patrón de casas altas y bajas alternándose, recuerda más al arte folclórico polaco que cualquier estilo islámico. El Hejal forma parte de la reproducción de una muralla, coronada por una gran cúpula y dos más pequeñas, todas hechas de hojas doradas, un elemento similar al de la capilla de Segismundo en la cercana catedral de Wawel.

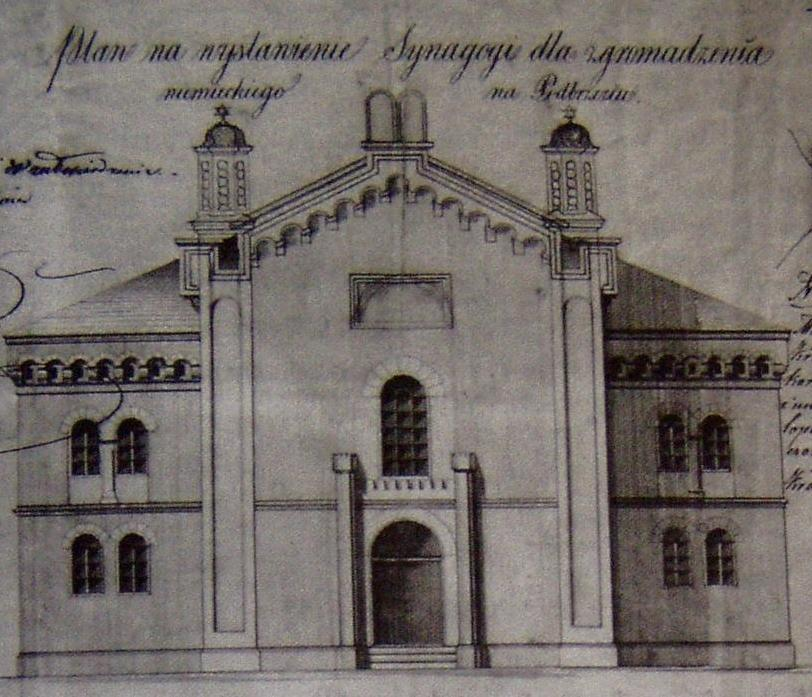
La fachada del edificio en el plan original de Hercok

## Historia
En el momento de la construcción de la sinagoga, Cracovia formaba parte del Imperio austrohúngaro. Aunque la emancipación judía llegó a Polonia ya en el siglo XIII (adelantándose en siglos a otros países de Europa), el proceso general de emancipación judía por toda Europa durante el siglo XIX, incluido el Imperio austrohúngaro, hizo posible la construcción del edificio como la de muchas de las sinagogas más importantes de Europa.
La sinagoga fue arruinada durante la Segunda Guerra Mundial por los nazis, quienes, como era de costumbre, utilizaron el edificio como nave de almacenamiento de municiones. Después de la guerra, el edificio se volvió a usar con fines religiosos, aunque solo fue reformado en lo mínimo que permitía la celebración de los servicios. En 1947, un mikve fue construido en la parte norte del edificio.
Los servicios regulares se llevaron a cabo hasta 1985, año en que tanto por el estado del edificio como por la existencia de otros más modernos, la sinagoga fue clausurada. Sin embargo, a principios de los años 1990, una gran afluencia de contribuciones de donantes particulares de todo el mundo permitió que la sinagoga se sometiera a un importante proceso de renovación y restauración, que tardaría desde 1995 a 2000.
Hoy en día, más allá de su uso cultural y simbólico, la sinagoga aún ofrece servicios religiosos durante los principales festivos judíos y eventos concretos.

## Galería

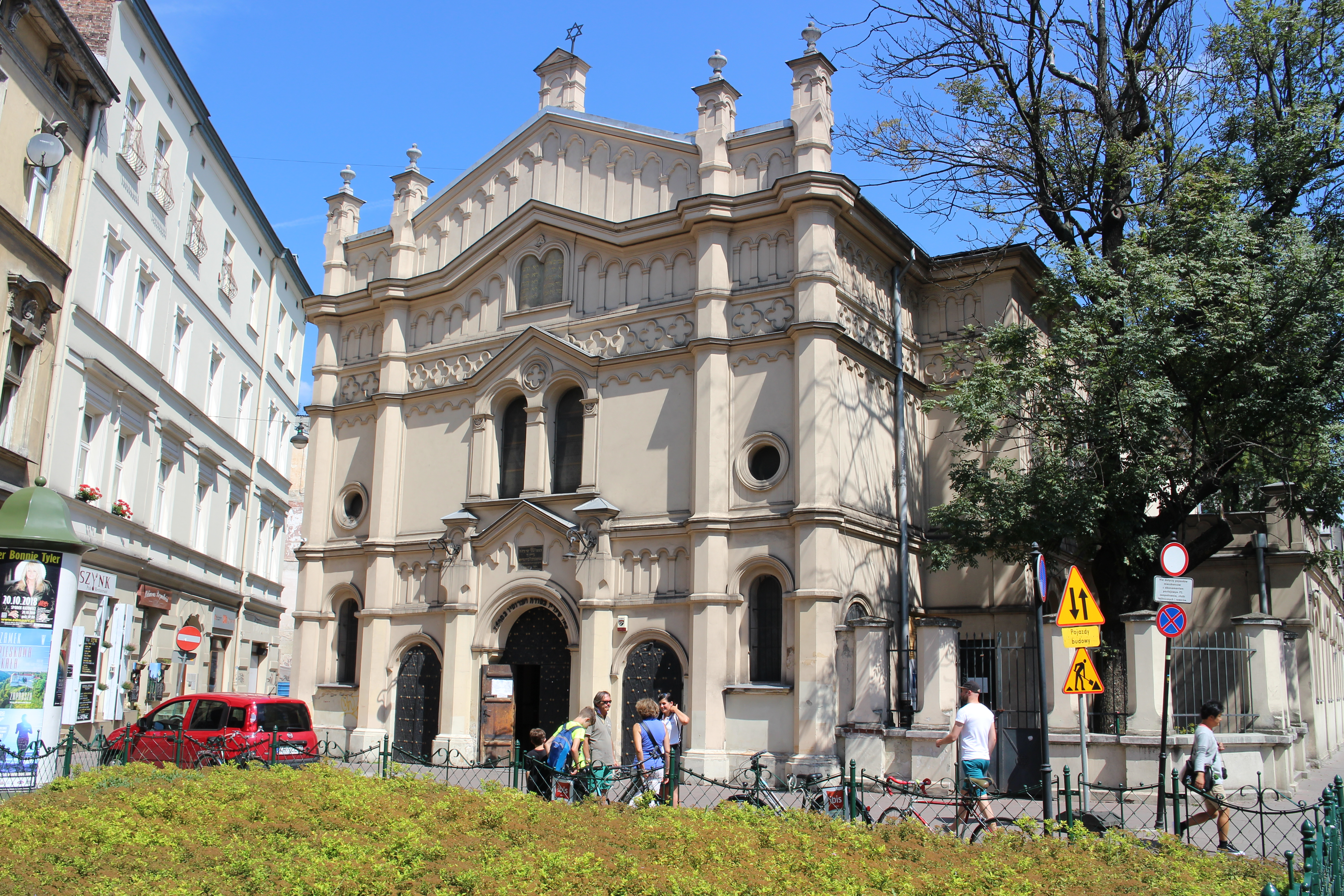
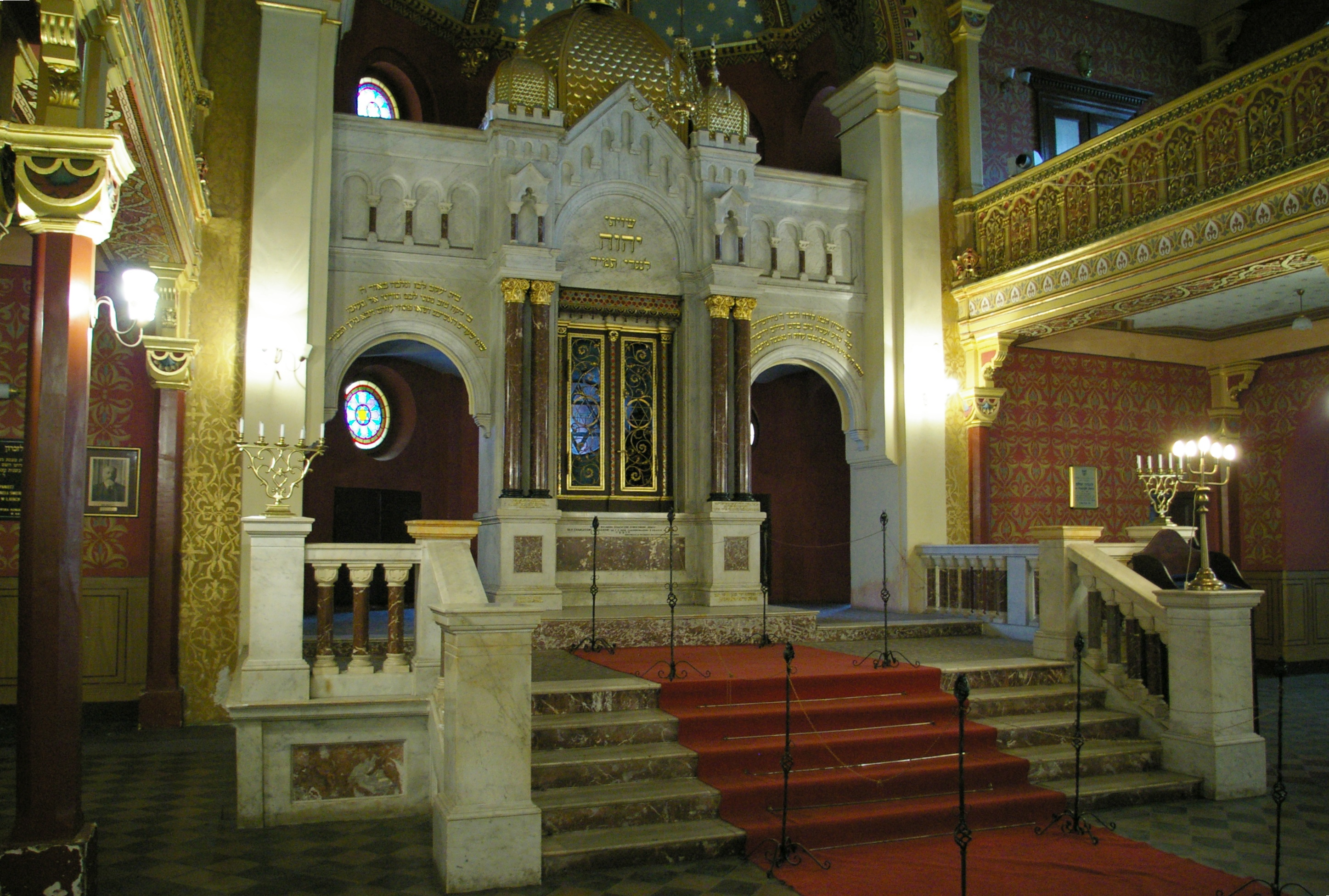
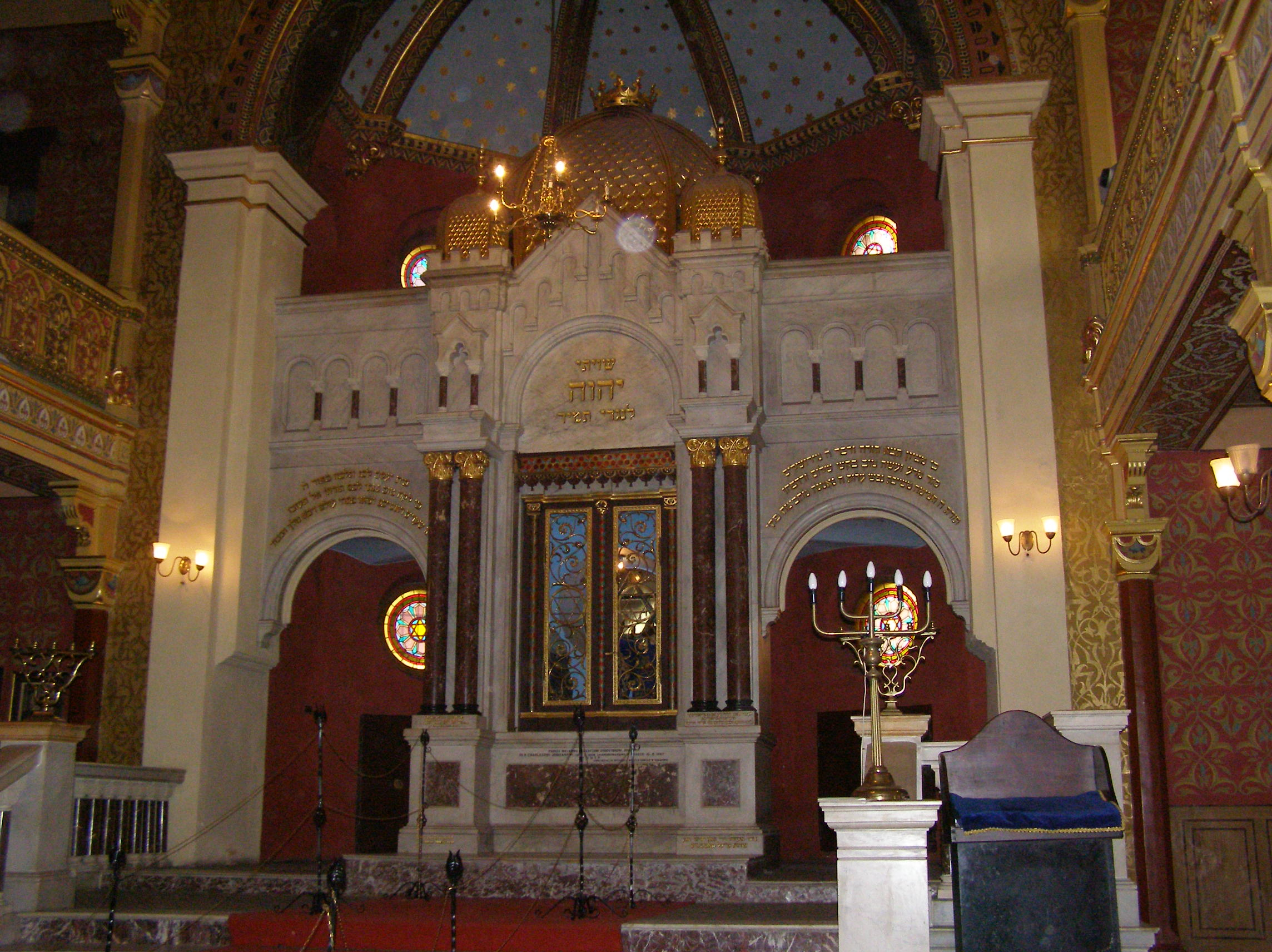
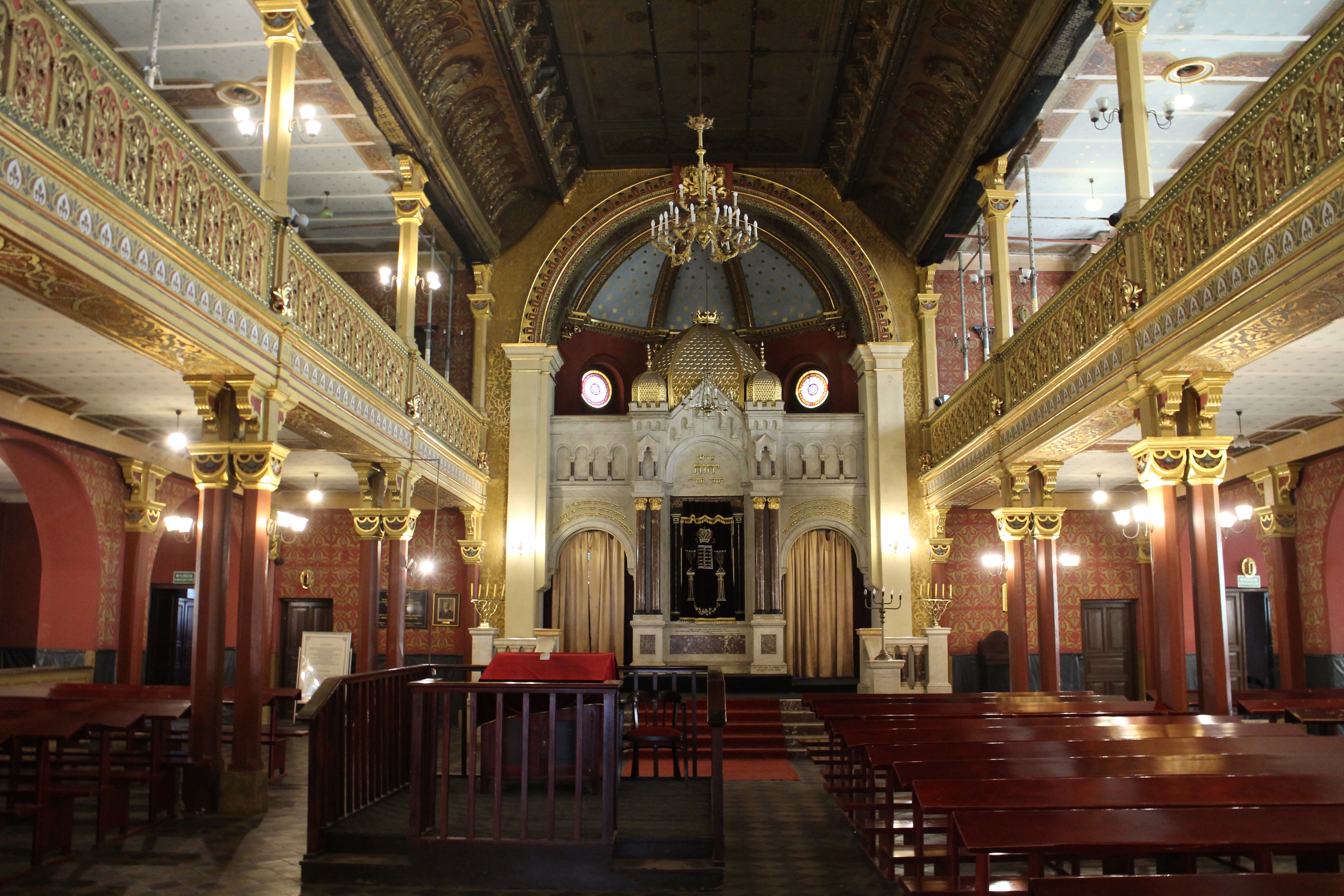
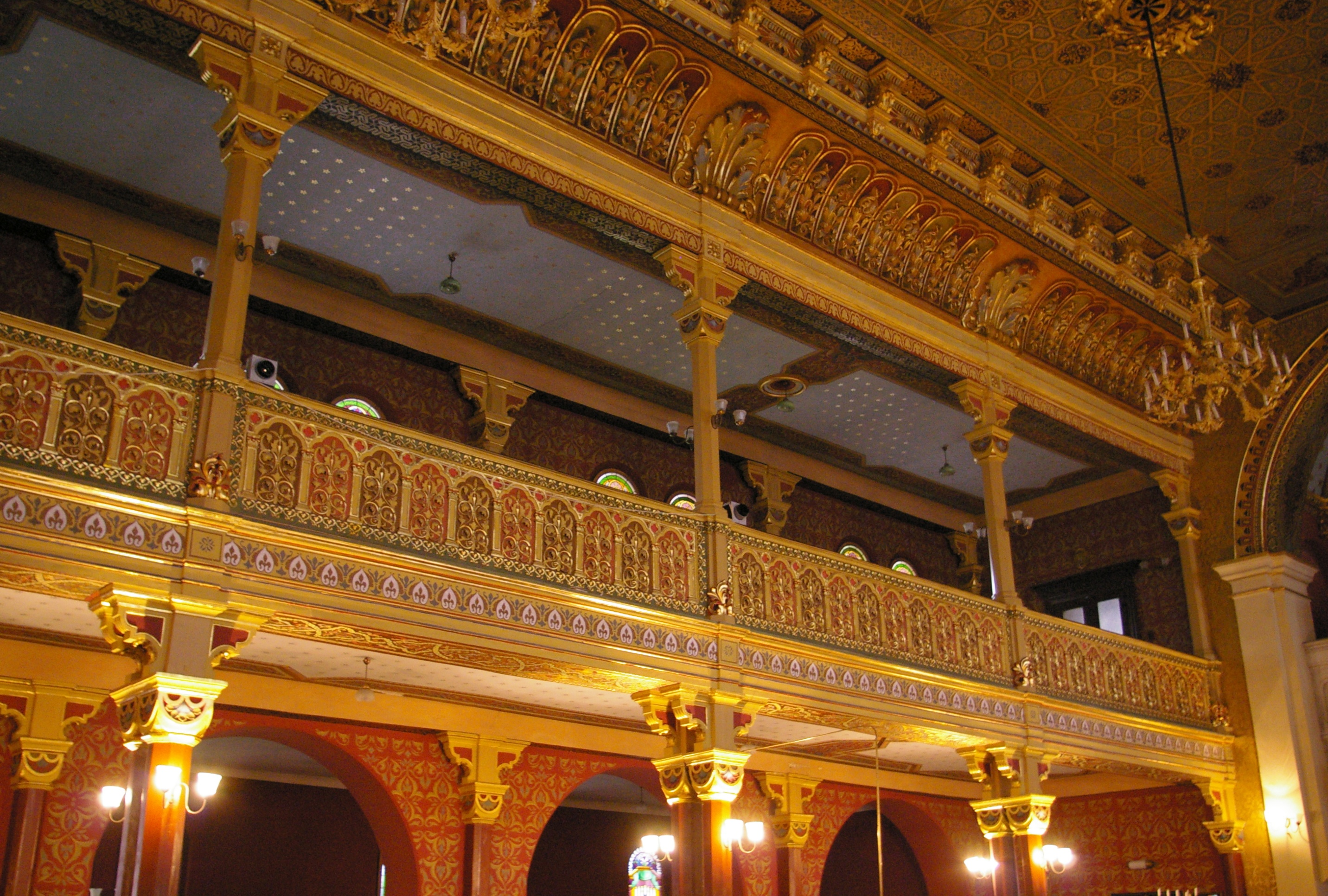